# 2729 Urumqi
A 2729 Urumqi (ideiglenes jelöléssel 1979 UA2) a Naprendszer kisbolygóövében található aszteroida. A Bíbor-hegyi Obszervatórium fedezte fel 1979. október 18-án.